# Uranophora hyporhoda
Uranophora hyporhoda là một loài bướm đêm thuộc phân họ Arctiinae, họ Erebidae.